# Jon Jon Briones
Jon Jon Briones (* als Ernesto Cloma Briones, 7. August 1965 in Quezon-Stadt) ist ein philippinisch-amerikanischer Musicaldarsteller und Filmschauspieler philippinischer Herkunft, der 2010 die US-amerikanische Staatsbürgerschaft annahm.

## Leben und Wirken
Briones wuchs mit vier Geschwistern in Manila auf. 1989 verließ er die Philippinen und zog nach London, dort spielte er in der Uraufführung von Miss Saigon mit. Mit Miss Saigon ging er mehrmals auf Tour, unter anderem in Asien, Deutschland und den Vereinigten Staaten. Bei der Wiederaufführung am Prince Edward Theatre in London im Jahr 2014 spielte Briones die Rolle des Engineers. Neben seiner darstellerischen Leistungen in Miss Saigon tritt Briones als Musicaldarsteller in den Vereinigten Staaten auf, so spielte er 2007 am Mark Taper Forum in Yellow Face die Rolle des HYH und 2016 am David Henry Hwang Theater Los Angeles in La Cage aux Folles die Rolle des Georges.
Von 2003 bis 2004 spielte er in der US-Fernsehserie Las Vegas die Rolle Cosme Caliyag, außerdem trat er in Nebenrollen in weiteren Fernsehserien wie Monk, Law & Order: LA, Designated Survivor und Bones – Die Knochenjägerin.
1996 heiratete er die Schauspielerin Megan Briones, die beiden haben zwei Kinder, die Schauspieler Isa (* 1999) und Teo Briones (* 2005).

## Veröffentlichungen (Auswahl)

### Filmografie
- 2003–2004: Las Vegas (Fernsehserie, zwei Folgen)
- 2007: Moonlight (Fernsehserie, eine Folge)
- 2008: Brown Soup Thing
- 2009: Monk (Fernsehserie, eine Folge)
- 2012: Just an American
- 2012: Nico’s Sampaguita (Kurzfilm)
- 2013: The Mentalist (Fernsehserie, eine Folge)
- 2013: Bones – Die Knochenjägerin (Bones, Fernsehserie, eine Folge)
- 2014: Sindbads fünfte Reise (Sinbad: The Fifth Voyage)
- 2016: Miss Saigon: 25th Anniversary
- 2017: Criminal Minds: Beyond Borders (Fernsehserie, eine Folge)
- 2018: American Crime Story (Fernsehserie, zwei Folgen)
- 2018: Model Home
- 2018: Designated Survivor (Fernsehserie, eine Folge)
- 2019: Better Things (Fernsehserie, eine Folge)
- 2020: Ratched (Fernsehserie, acht Folgen)
- 2022: Star Trek: Picard (Fernsehserie, zwei Folgen)
- 2023: Class of ’09 (Miniserie, acht Folgen)
- 2023: Die letzte Fahrt der Demeter (The Last Voyage of the Demeter)

### Theatrografie
- 1989: Miss Saigon am Theatre Royal Drury Lane, Regie: Nicholas Hytner
- 2003: Miss Saigon am Oriental Theatre Chicago
- 2007: Yellow Face am Mark Taper Forum Los Angeles, Regie: Leigh Silverman
- 2012: Allegiance am Old Globe Theatre San Diego, Regie: Stafford Arima
- 2014: Miss Saigon am Prince Edward Theatre London, Regie: Laurence Connor
- 2015: La Cage aux Folles am David Henry Hwang Theatre Los Angeles, Regie: Tim Dang
- 2018: Sweet Charity am Freud Playhouse Los Angeles, Regie: Kathleen Marshall

## Auszeichnungen (Auswahl)
Olivier-Award 2015
- Nominierung in der Kategorie Bester Hauptdarsteller für Miss Saigon[4]

Theatre World Award 2016–2017
- Preisträger für Miss Saigon[5]

Ovation Award 2016
- Nominierung in der Kategorie Bester Hauptdarsteller für La Cage aux Folles[6]